# DDR-Rundfahrt 1979
Die 27. DDR-Rundfahrt fand vom 26. Juli bis zum 1. Juli 1979 statt. Sie führte mit sieben Etappen über 937,5 km. Bernd Drogan konnte zum dritten Mal in Folge diese Rundfahrt gewinnen.

## Teilnehmer
An der 27. Rundfahrt nahmen 83 Fahrer aus sechs Ländern teil. Neben den Fahrern aus der DDR, konnte man Gäste aus Polen, Bulgarien, der ČSSR, den Niederlanden und der Sowjetunion begrüßen.
- DDR I: 31 – Bernd Drogan, 32 – Martin Goetze, 33 – Hans-Joachim Hartnick, 34 – Olaf Jentzsch, 35 – Holger Kickeritz und 36 – Andreas Petermann
- DDR II: 37 – Thomas Barth, 38 – Falk Boden, 39 – André Kluge, 40 – Olaf Ludwig, 41 – Hans-Joachim Meisch  und 42 – Udo Smektalla

## Wertungstrikots
Bei dieser Rundfahrt wurden fünf Wertungstrikots vergeben: das Gelbe Trikot des Gesamtbesten, das Blaue der besten Mannschaft, das Violette des aktivsten Fahrers, das Grüne des besten Bergfahrers, sowie das Weiße des besten Nachwuchsfahrers.

## Etappen
Die Rundfahrt erstreckte sich mit sieben Etappen über 937,5 km.

### 1. Etappe: Rund imThüringer Wald, 218 km
|    | Fahrer                | Mannschaft         | Zeit       |
| -- | --------------------- | ------------------ | ---------- |
| 1. | Theo de Rooij         | Niederlande        | 5:40:27 h  |
| 2. | Bernd Drogan          | DDR I              | + 0:41 min |
| 3. | Thomas Barth          | DDR II             | + 0:46 min |
| 4. | Martin Goetze         | DDR I              | + 4:25 min |
| 5. | Andreas Neuer         | SC Karl-Marx-Stadt | + 4:25 min |
| 6. | Hans-Joachim Hartnick | DDR I              | + 4:28 min |

### 2. Etappe: Rund um  dieSaaletalsperren, 159 km
|    | Fahrer                | Mannschaft         | Zeit       |
| -- | --------------------- | ------------------ | ---------- |
| 1. | Hans-Joachim Hartnick | DDR I              | 4:26:59 h  |
| 2. | Joachim Vogel         | SC Karl-Marx-Stadt | + 0:08 min |
| 3. | Juri Kaschirin        | Sowjetunion        | + 0:20 min |
| 4. | Martin Goetze         | DDR I              | + 0:25 min |
| 5. | Olaf Ludwig           | DDR II             | + 1:11 min |
| 6. | Bernd Drogan          | DDR I              | + 1:11 min |

### 3. Etappe: Über den Kamm des Thüringer Waldes, 165 km
|    | Fahrer               | Mannschaft  | Zeit       |
| -- | -------------------- | ----------- | ---------- |
| 1. | Olaf Ludwig          | DDR II      | 4:32:12 h  |
| 2. | Anatoli Jarkin       | Sowjetunion | + 1:11 min |
| 3. | Schachid Sagretdinow | Sowjetunion | + 2:05 min |
| 4. | Holger Kickeritz     | DDR I       | + 2:10 min |
| 5. | Wenelin Hubenow      | Bulgarien   | + 2:10 min |
| 6. | Juri Kaschirin       | Sowjetunion | + 2:10 min |

### 4. Etappe: Rund umSuhl, 127 km
|    | Fahrer               | Mannschaft        | Zeit       |
| -- | -------------------- | ----------------- | ---------- |
| 1. | Alexej Achow         | Sowjetunion       | 3:09:25 h  |
| 2. | Schachid Sagretdinow | Sowjetunion       | + 0:05 min |
| 3. | Grzegorz Ryżak       | Polen             | + 0:10 min |
| 4. | Burkhard Freese      | SC Dynamo Berlin  | + 0:15 min |
| 5. | Zygmunt Pieta        | Polen             | + 0:15 min |
| 6. | Ingolf Recknagel     | SC Turbine Erfurt | + 0:15 min |

### 5. Etappe:EinzelzeitfahrenObstfelderschmiede–Arnstadt, 38 km
|    | Fahrer                | Mannschaft | Zeit       |
| -- | --------------------- | ---------- | ---------- |
| 1. | Bernd Drogan          | DDR I      | 53:16 min  |
| 2. | Hans-Joachim Hartnick | DDR I      | + 1:46 min |
| 3. | Olaf Jentzsch         | DDR I      | + 1:57 min |
| 4. | Falk Boden            | DDR II     | + 2:15 min |
| 5. | Olaf Ludwig           | DDR II     | + 2:21 min |
| 6. | Hans-Joachim Meisch   | DDR II     | + 2:37 min |

### 6. Etappe: Rundstreckenrennen in Arnstadt (75 Runden), 82,5 km
|    | Fahrer               | Mannschaft         | Zeit       |
| -- | -------------------- | ------------------ | ---------- |
| 1. | Schachid Sagretdinow | Sowjetunion        | 1:48:09 h  |
| 2. | Olaf Ludwig          | DDR II             | + 0:05 min |
| 3. | Johan van der Meer   | Niederlande        | + 0:15 min |
| 4. | Martin Goetze        | DDR I              | + 0:15 min |
| 5. | Falk Boden           | DDR II             | + 0:15 min |
| 6. | Johny Böhme          | SC Karl-Marx-Stadt | + 0:15 min |

### 7. Etappe: Rund im Schwarzatal, 148 km
|    | Fahrer                | Mannschaft  | Zeit       |
| -- | --------------------- | ----------- | ---------- |
| 1. | Andreas Petermann     | DDR I       | 4:02:23 h  |
| 2. | Hans-Peter Wehe       | SC Cottbus  | + 0:15 min |
| 3. | Hans-Joachim Hartnick | DDR I       | + 0:10 min |
| 4. | Bernd Drogan          | DDR I       | + 0:15 min |
| 5. | Martin Goetze         | DDR I       | + 3:24 min |
| 6. | Juri Kaschirin        | Sowjetunion | + 3:24 min |

## Gesamtwertungen

### Gelbes Trikot (Einzelwertung)
|     | Fahrer                | Mannschaft         | Zeit        |
| --- | --------------------- | ------------------ | ----------- |
| 01. | Bernd Drogan          | DDR I              | 24:36:36 h  |
| 02. | Hans-Joachim Hartnick | DDR I              | + 03:35 min |
| 03. | Martin Goetze         | DDR I              | + 10:12 min |
| 04. | Olaf Ludwig           | DDR II             | + 11:41 min |
| 05. | Andreas Neuer         | SC Karl-Marx-Stadt | + 12:28 min |
| 06. | Andreas Petermann     | DDR I              | + 12:40 min |
| 07. | Falk Boden            | DDR II             | + 14:27 min |
| 08. | Juri Kaschirin        | Sowjetunion        | + 14:58 min |
| 09. | Hans-Joachim Meisch   | DDR II             | + 15:29 min |
| 10. | Olaf Jentzsch         | DDR I              | + 15:34 min |

### Blaues Trikot (Mannschaft)
|    | Mannschaft         | Zeit        |
| -- | ------------------ | ----------- |
| 1. | DDR I              | 74:01:52 h  |
| 2. | DDR II             | + 22:31 min |
| 3. | SC Karl-Marx-Stadt | + 39:11 min |
| 4. | Sowjetunion        | + 40:27 min |
| 5. | SC Dynamo Berlin   | + 49:11 min |
| 6. | SC Turbine Erfurt  | + 52:12 min |

### Violettes Trikot (Aktivster Fahrer)
|    | Fahrer                | Mannschaft  | Punkte |
| -- | --------------------- | ----------- | ------ |
| 1. | Olaf Ludwig           | DDR II      | 25     |
| 2. | Anatoli Jarkin        | Sowjetunion | 24     |
| 3. | Hans-Joachim Hartnick | DDR I       | 23     |

### Grünes Trikot (Bester Bergfahrer)
|    | Fahrer                | Mannschaft | Punkte |
| -- | --------------------- | ---------- | ------ |
| 1. | Hans-Joachim Hartnick | DDR I      | 82     |
| 2. | Andreas Petermann     | DDR I      | 57     |
| 3. | Bernd Drogan          | DDR I      | 45     |

### Weißes Trikot (Nachwuchsfahrer)
|    | Fahrer       | Mannschaft      |
| -- | ------------ | --------------- |
| 1. | Olaf Ludwig  | DDR II          |
| 2. | Frank Herzog | SC DHfK Leipzig |
| 3. | Falk Boden   | DDR II          |

## Anmerkung
1. ↑  Bei allen Zeitangaben sind die Etappenzeitgutschriften bereits mit eingerechnet.